# سیارک ۲۲۴۰۲
سیارک ۲۲۴۰۲ (به انگلیسی: 22402 Goshi، نامگذاری:1995GN) بیست و دو هزار و چهارصد و دومین سیارک کشف شده‌است که در ۳ آوریل ۱۹۹۵ کشف شد.
قدر مطلق سیارک برابر ۱۵٫۷۰ است.